# Sallespisse
Sallespisse település Franciaországban, Pyrénées-Atlantiques megyében. Lakosainak száma 585 fő (2022. január 1.). Sallespisse Bonnegarde, Balansun, Bonnut, Orthez és Sault-de-Navailles községekkel határos.

## Népesség
A település népessége az elmúlt években az alábbi módon változott:
| Lakosok száma | 602  | 595  | 594  | 577  | 574  | 571  | 569  | 578  | 585  |
|               | 2013 | 2015 | 2016 | 2017 | 2018 | 2019 | 2020 | 2021 | 2022 |